# Шрамковский район
Шрамковский район (укр. Шрамківський район) — район, существовавший в Золотоношском и Прилукском округах, Харьковской, Полтавской и Черкасской областях Украинской ССР в 1923—1931 и 1935—1959 годах. Центр — село Ковалевка, с 1947 — село Шрамковка.

## История
Ковалевский район был образован в 1923 году в составе Золотоношского округа Полтавской губернии УССР. В состав района вошли территории бывших Капустинской, Ковалевской и Черняховской волостей Пирятинского уезда.
10 июня 1925 года в связи с ликвидацией Золотоношского округа Ковалевский район был передан в Прилукский округ. 15 сентября 1930 года в связи с упразднением округов Ковалевский район перешёл в прямое подчинение УССР.
В феврале 1931 года Ковалевский район был упразднён, а его территория передана в Драбовский район.
25 февраля 1935 года район был восстановлен в составе Харьковской области под названием Бырловский район. 31 августа того же года он был переименован в Ковалевский район.
22 сентября 1937 года район был передан в новую Полтавскую область.
К 1 сентября 1946 года район включал 13 сельсоветов: Бырловский, Богдановский, Демковский, Кантакузовский, Капустинский, Ковалевский, Кононовский, Моисеевский, Нехайковский, Погребовский, Сталиновский, Степановский и Шрамковский.
3 июля 1947 года центр Ковалевского района был перенесён в Шрамковку, а сам район переименован в Шрамковский район.
7 января 1954 года Шрамковский район был передан в новую Черкасскую область.
12 ноября 1959 года Шрамковский район был упразднён, а его территория передана в Драбовский район (кроме двух сельсоветов, переданных в Яготинский район Киевской области).

## Население
По данным переписи 1939 года, в Ковалевском районе проживало 32 821 чел., в том числе украинцы — 94,0 %, русские — 4,6 %.